# Cementerio Graceland

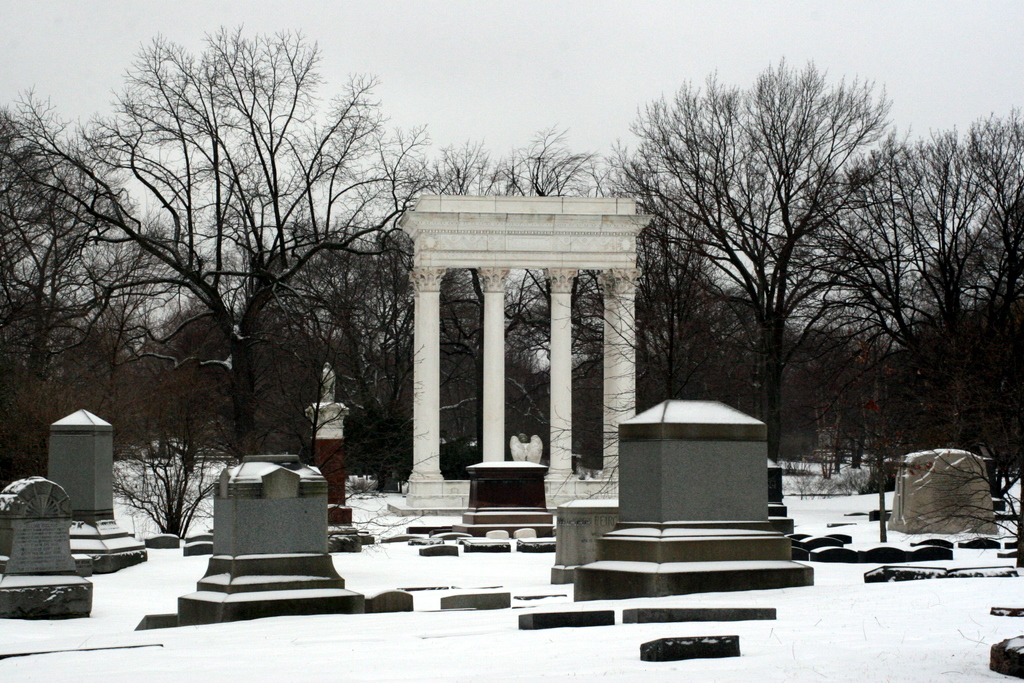
Cementerio de Graceland en Chicago, Illinois, EE. UU.

Graceland Cemetery es un gran cementerio jardín histórico situado 

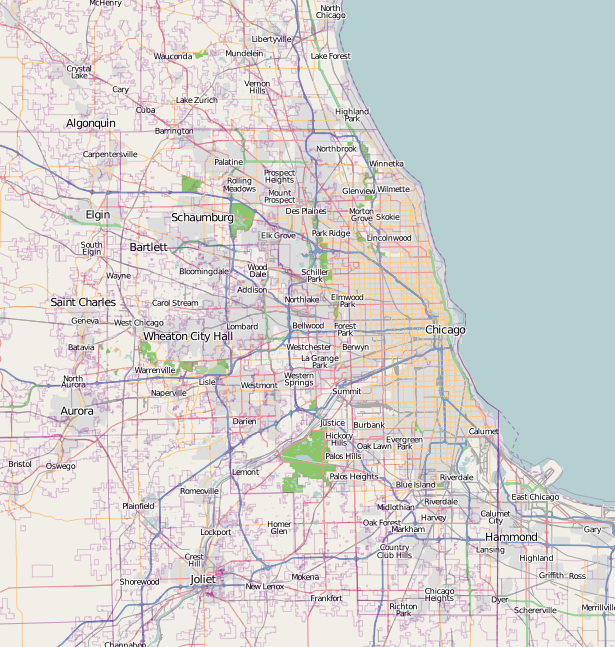
El cementerio de Graceland se encuentra en el área metropolitana de Chicago

Graceland incluye un lago reflectante naturalista, rodeado de senderos sinuosos, y sus plantaciones pastorales lo han llevado a convertirse en un arboretum certificado de más de 2000 árboles. La amplia variedad de monumentos funerarios del cementerio incluye varios diseñados por arquitectos famosos, varios de los cuales también están enterrados en el cementerio.

El cementerio de Graceland se encuentra en Illinois

## Historia

El cementerio de Graceland se encuentra en los Estados Unidos

Thomas Barbour Bryan, un hombre de negocios de Chicago, estableció el cementerio Graceland en 1860 con el diseño original de 80 acres (32,4 ha) diseñado por Swain Nelson. El hijo de Bryan, Daniel Page Bryan, fue la primera persona en ser enterrada en el cementerio después de haber sido desenterrado y retirado del cementerio de la ciudad. en Lincoln Park junto con aproximadamente otras 2000 personas. En 1870, Horace Cleveland diseñó senderos curvos, vistas abiertas y un pequeño lago. para crear un entorno similar a un parque. En 1878, Bryan contrató a su sobrino Bryan Lathrop como presidente. En 1879, el cementerio adquirió 35 acres (14,2 ha) adicional, y Ossian Cole Simonds fue contratado como arquitecto paisajista para diseñar la ampliación. Lathrop y Simonds querían incorporar escenarios naturalistas para crear vistas pintorescas que fueron la base de la Estilo Prairie. Lathrop estuvo abierto a nuevas ideas y brindó oportunidades para la experimentación que llevaron a Simonds a utilizar plantas nativas como roble, fresno,hamamelis y cornejo en una época en la que muchos veían las plantas nativas como invasoras. La Asociación del Cementerio de Graceland designó una sección del terreno sin monumentos e instituyó un proceso de revisión dirigido por Simonds para monumentos y terrenos familiares. Simonds más tarde se convirtió en superintendente de Graceland hasta 1897 y continuó como consultor hasta su muerte en 1931.
El cementerio Graceland se agregó al Registro Nacional de Lugares Históricos el 18 de enero de 2001.

## Geografía
El cementerio Graceland es un ejemplo de cementerio rural, que es un estilo de cementerio caracterizado por áreas naturales ajardinadas. El concepto de cementerio rural surgió a principios del siglo XIX como respuesta al hacinamiento y al mal mantenimiento de los cementerios existentes en Europa.
En el siglo XIX, un tren Ferrocarril de Chicago y Evanston a los suburbios del norte ocupaba el borde oriental del cementerio, donde ahora corre el tren Chicago "L". La línea también se utilizó para transportar a los dolientes a los funerales, en vagones funerarios especialmente alquilados. Como resultado, hubo una entrada a través del muro este, que desde entonces ha estado cerrado. Cuando se fundó, el cementerio estaba fuera de los límites de la ciudad de Chicago. Después del Gran Incendio de Chicago en 1871, Lincoln Park, que había sido el cementerio de la ciudad, fue desconsagrado y algunos de los cuerpos fueron reenterrados en el cementerio Graceland.
El borde del estanque alrededor de la isla funeraria de Daniel Burnham alguna vez estuvo bordeado de lápidas rotas y albardillas transportadas desde Lincoln Park. Lincoln Park fue remodelado como área recreativa. Queda un único mausoleo, la "tumba del sofá", que contiene los restos de Ira Couch. La Tumba del Sofá es probablemente la estructura más antigua que existe en la ciudad; todo lo demás fue destruido por el Gran Incendio de Chicago.
Los muros del cementerio están rematados con vallas de hierro forjado con punta de lanza.

## Tumbas y monumentos notables
Muchas de las tumbas del cementerio son de gran interés arquitectónico o artístico, incluida la Tumba de Getty, el Mausoleo de Martin Ryerson (ambos diseñados por el arquitecto Louis Sullivan, quien también es enterrado en el cementerio), y el Mausoleo de la pirámide de Schönhofen. El industrial George Pullman fue enterrado por la noche, en un ataúd revestido de plomo dentro de una bóveda de acero y hormigón elaboradamente reforzada, para evitar que su cuerpo fuera exhumado y profanado por activistas laborales. 
William Hulbert, el primer presidente de la Liga Nacional, tiene un monumento en forma de pelota de béisbol con los nombres de las ciudades originales de la Liga Nacional.
Junto con sus otros entierros famosos, el cementerio se destaca por dos estatuas del renombrado escultor de Chicago Lorado Taft, Eternal Silence para la trama de la familia Graves y  The Crusader que marca el lugar de descanso final de Victor Lawson.
El cementerio es también el lugar de descanso final de 31 víctimas del incendio del Teatro Iroquois, en el que murieron más de 600 personas.

## Entierros notables
- David Adler, arquitecto
- Walter Webb Allport, dentista[4]

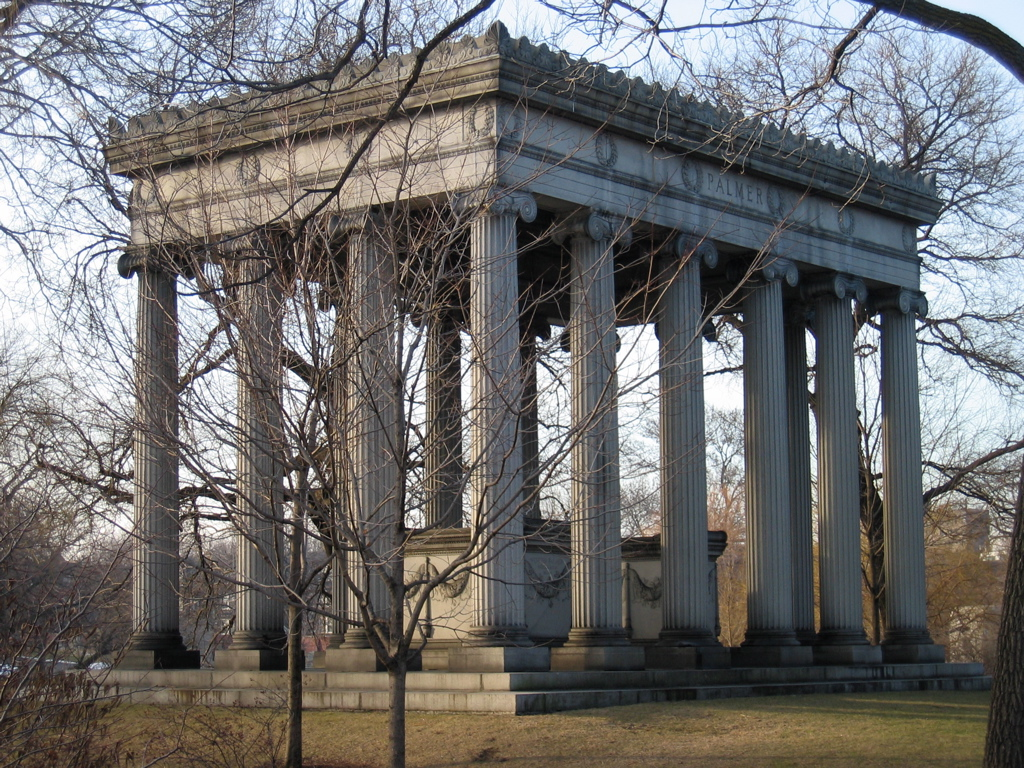
El mausoleo de Potter Palmer y Bertha Honoré Palmer

- John Peter Altgeld, Gobernador de Illinois
- Amabel Anderson Arnold, organizó la Woman's State Bar Association of Missouri, la primera asociación de mujeres abogadas del mundo
- Philip Danforth Armour, magnate del envasado de carne
- Ernie Banks, jugador de béisbol de los Cachorros de Chicago Salón de la Fama
- Frederic Clay Bartlett, artista, coleccionista de arte
- Granville Bates, actor estadounidense
- Mary Hastings Bradley, autora
- Lorenz Brentano, miembro de la Cámara de Representantes del Estado, cónsul de los Estados Unidos en Dresde, Representante del Congreso por Illinois
- Doug Buffone, ex apoyador de los Chicago Bears, presentador WSCR
- Daniel H. Burnham, arquitecto
- Fred A. Busse, alcalde de Chicago
- Justin Butterfield, abogado, promotor de concesiones de tierras
- Ronald Coase, economista
- Lydia Avery Coonley, autora
- Oscar Stanton De Priest primer afroamericano en el siglo XX en ser elegido para el Congreso.
- William Deering, fundador de Deering Harvester Company, que luego se convirtió en International Harvester Company, padre de James y Charles Deering[5]
- James Deering, ejecutivo de Deering Harvester Company y propietario original de la finca Villa Vizcaya
- Charles Deering, ejecutivo de Deering Harvester Company, expresidente de International Harvester Company y filántropo
- Augustus Dickens, hermano de Charles Dickens (murió sin un centavo en Chicago)
- Roger Ebert, crítico de cine, periodista, guionista, autor
- George Elmslie, arquitecto
- John Jacob Esher (1823–1901), obispo de la Asociación Evangélica
- Marshall Field, empresario, minorista, cuyo monumento fue diseñado por Henry Bacon, con escultura de Daniel Chester French
- Bob Fitzsimmons, campeón de boxeo de peso pesado, nacido en Cornwall, Reino Unido
- Melville Fuller, Presidente del Tribunal Supremo de los Estados Unidos
- Elbert H. Gary, juez, presidente de U.S. Steel, homónimo de Gary, Indiana.
- Bruce A. Goff, arquitecto
- Sarah E. Goode, primera mujer afroamericana en recibir una patente estadounidense
- Bruce Graham, coarquitecto del edificio John Hancock y la Torre Sears (ahora llamada Torre Willis)
- Dexter Graves fue uno de los primeros pioneros de la ciudad y llegó en la goleta Telegraph en la década de 1830. Su monumento conmemorativo de Lorado Taft es la estatua Eternal Silence (también conocida como " el Monumento a Dexter Graves").
- Richard T. Greener, primer graduado negro de Harvard (1870), primer profesor negro en la Universidad de Carolina del Sur (1873–1877), administrador del Ulysses S. Grant Memorial y diplomático en Rusia
- Marion Mahony Griffin, arquitecta
- Carter Harrison, Sr., alcalde de Chicago
- Carter Harrison, Jr., alcalde de Chicago
- Joe Hill, activista laboral, incinerado aquí, cenizas esparcidas en otros lugares
- Herbert Hitchcock, senador estadounidense por Dakota del Sur
- William Holabird, arquitecto
- Henry Honoré, empresario, padre de Bertha Honoré Palmer, suegro de Potter Palmer
- William Hulbert, presidente de la Liga Nacional de béisbol
- Charles L. Hutchinson, banquero, filántropo y presidente fundador del Art Institute of Chicago
- Isadore Gilbert Jeffery (1840-1919), poeta[6]
- William Le Baron Jenney, arquitecto, padre del rascacielos americano
- Elmer C. Jensen, "El Decano de Arquitectos de Chicago"
- Jack Johnson, primer campeón afroamericano de boxeo de peso pesado
- William Johnson, educador que se desempeñó como superintendente de las Escuelas Públicas de Chicago
- John y Mary Richardson Jones, marido y mujer, abolicionistas y activistas
- Fazlur Khan, coarquitecto del edificio John Hancock y la Torre Sears (ahora llamada Torre Willis)

- William Wallace Kimball, Compañía de Órgano y Piano KimballTumba Getty para Carrie Eliza Getty, diseñada por Louis Sullivan, 1890

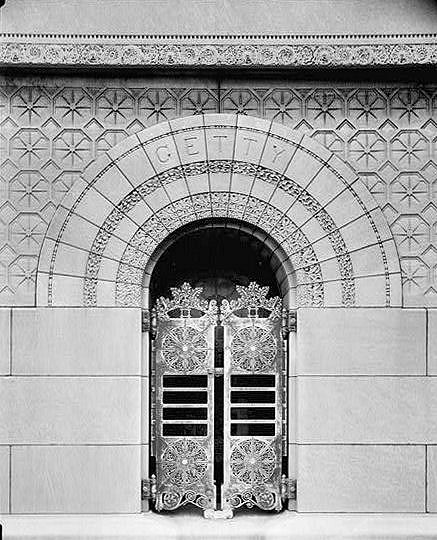
Tumba Getty para Carrie Eliza Getty, diseñada por Louis Sullivan, 1890

- John Kinzie, pionero canadiense, primer colono blanco de la ciudad de Chicago
- Cornelius Krieghoff, artista canadiense
- Bryan Lathrop, empresario, filántropo y presidente del cementerio desde hace mucho tiempo
- Robert Henry Lawrence Jr., primer astronauta afroamericano (incinerado en Graceland, pero no enterrado físicamente allí)
- Victor F. Lawson, editor y editor del Chicago Daily News[7]
- Agnes Lee, poeta y traductora
- Li Fu Lee, primera mujer china en asistir al Instituto de Tecnología de Massachusetts
- Frank Lowden, gobernador de Illinois
- Franklin H. Martin, médico
- Alexander C. McClurg, librero y general de la Guerra Civil
- Cyrus McCormick, empresario, inventor
- Edith Rockefeller McCormick, nuera del inventor de la segadora Cyrus McCormick y uno de los cuatro hijos adultos de John D. Rockefeller
- Katherine Dexter McCormick, nuera del inventor de los reaper Cyrus McCormick, graduada del MIT, bióloga, sufragista y filántropa
- Maryland Mathison Hooper McCormick, segunda esposa del coronel Robert R. McCormick
- Nancy "Nettie" Fowler McCormick, empresaria, filántropa
- Joseph Medill, editor, alcalde de Chicago
- Ludwig Mies van der Rohe, arquitecto
- László Moholy-Nagy, influyente fotógrafo, profesor y fundador de la New Bauhaus y el Institute of Design IIT en Chicago
- Dawn Clark Netsch, contralor de Illinois, profesora y esposa del arquitecto Walter Netsch
- Walter Netsch, arquitecto
- Richard Nickel, fotógrafo, historiador de la arquitectura y conservacionista
- Ruth Page, bailarina y coreógrafa
- Bertha Honoré Palmer, filántropa
- Francis W. Palmer, impresor de periódicos, U.S. Representante, Impresora Pública de los Estados Unidos
- Potter Palmer, empresario
- Richard Peck, autor
- Allan Pinkerton, detective, progenitor del Servicio Secreto
- William Henry Powell, ganador de la Medalla de Honor
- George Pullman, inventor e industrial ferroviario
- Wilhelm Rapp, editor del periódico
- Hermann Raster, editor de periódico, político y abolicionista
- John Wellborn Root, arquitecto
- Howard Van Doren Shaw, arquitecto
- Washington Smith, tendero mayorista y filántropo pionero.[8] The Washington and Jane Smith Home (ahora Smith Village) recibió su nombre en su honor.
- Louis Sullivan, arquitecto
- Charles Wacker, empresario y filántropo, también director de la Exposición Colombina de 1893[9]
- Kate Warne, primera detective, empleada de Allan Pinkerton
- Hempstead Washburne, alcalde de Chicago
- Daniel Hale Williams, cirujano afroamericano que realizó una de las primeras operaciones exitosas en el pericardio
- George Ellery Wood, magnate de la madera. Su casa, construida en 1885, en 2801 S. Prairie Ave. en Chicago, IL, es una hito histórico

## Lectura adicional
- Hucke, Matt y Bielski, Ursula (1999) Cementerios de Chicago: la gente, la historia, el arte y la tradición de los cementerios del condado de Cook, Lake Claremont Press, Chicago
- Kiefer, Charles D., Achilles, Rolf y Vogel, Neil A. "Cementerio Graceland Archivado el 20 de enero de 2021 en Wayback Machine." (PDF), Formulario de registro del Registro Nacional de Lugares Históricos, base de datos HAARGIS, Agencia de Preservación Histórica de Illinois, 18 de junio de 2000, consultado el 8 de octubre de 2011.
- Lanctot, Barbara (1988) Un paseo por el cementerio Graceland, Chicago Architectural Foundation, Chicago, Illinois
- Vernon, Christopher (2012) Cementerio Graceland: una historia del diseño Archivado el 24 de marzo de 2020 en Wayback Machine.. Amherst, MA: Biblioteca de Historia del Paisaje Estadounidense y Prensa de la Universidad de Massachusetts.